# David Heinemeier Hansson
David Heinemeier Hansson (conocido como DHH en las comunidades de Ruby y ALMS; Copenhague, 15 de octubre de 1979) es un programador danés y el creador del framework de desarrollo web Ruby on Rails y el wiki Instiki. Es también un inversor en la firma de desarrollo de software web 37signals.
Hansson es coautor de Agile Web Development with Rails con Dave Thomas en 2005 como parte de la Serie The Facets of Ruby. También es coautor de Getting Real y Rework  con Jason Fried.
A su vez, es piloto semiprofesional de automovilismo. Fue campeón del Campeonato Mundial de Resistencia 2014 en la clase LMGTE Am.

## Programación
En 1999 Hansson fundó y creó un sitio web y una comunidad sobre noticias danesas sobre juegos en línea, llamados Daily Rush, que administró hasta 2001.
Después de atraer la atención de Jason Fried ofreciéndole ayuda con programación en PHP, Hansson fue contratado por Fried para construir una herramienta web de administración de proyectos, que se convirtió finalmente en el producto de software como servicio Basecamp de 37signals.
Para asistirse en el proceso de desarrollo, Hansson empleó el lenguaje de programación Ruby (por aquel entonces desconocido) para desarrollar un framework web personalizado. El framework web que creó fue lanzado por separado de la herramienta de administración de proyectos como el proyecto open source Ruby on Rails. En 2005, fue reconocido por Google y O'Reilly con el premio Hacker of the Year por la creación de Ruby on Rails.
Después de graduarse en la Copenhagen Business School y de recibir su graduado de bachillerato en Ciencias de la Computación y Administración de Empresas, se mudó de Dinamarca a Chicago en noviembre de 2005.

## Opiniones
Hansson apareció en la portada de julio de 2006 de Linux Journal que incluía una entrevista con él en la noticia destacada 'Opinions on Opinionated Software'. En el mismo mes, la ahora inexistente revista web Business 2.0 le situó en el puesto 34º entre las "50 personas que importan ahora".
Es conocido por la manera bruta y cruda en la que expresa sus opiniones, tanto en línea como en la vida real. Hansson y su compañía han sido acusados de arrogancia, acusación que él mismo no desmiente.
Él es crítico con el software empresarial diciendo que no es "por tecnología o buenas prácticas".
Ha creado el desarrollador web Ruby on Rails de código abierto para los programadores que no simpatizaban con las líneas de comandos repetitivas e inherentes que compilaban sus desarrollos con plataformas como Java.

Hansson ha expresado que la reducida participación de las mujeres no es un resultado de lo que él ha llamado la "naturaleza alfa basada en testosterona".
Dicho debate derivó de una presentación hecha por un discurso pronunciado por un orador en la GoGaRuCo (the Golden Gate Ruby Conference), en la que se incluían temas de inclusión de género, y otros tópicos sexualmente sugestivos. Hansson ha recibido duras críticas por su forma de comportarse ante los demás, que le ven como un pensador radical y cuya forma de expresarse es de "una crudeza verbal increíble".

## Carrera deportiva
Hansson es piloto semiprofesional que participa en carreras de larga duración de alto nivel. Tomó parte en las 24 Horas de Le Mans de forma consecutiva entre 2012 y 2019, y retornó en 2022. Al mismo tiempo, compitió en cinco temporadas completas del Campeonato Mundial de Resistencia, alternando entre las categorías LMP2 y LMGTE Am. Ha pilotado para OAK Racing, Aston Martin Racing y Rebellion Racing, entre otros.
En 2014, con cuatro victorias y cuatro segundos puestos, Hansson ganó el título de LMGTE Am junto a su compatriota Kristian Poulsen. Eran pilotos oficiales de Aston Martin y compartían un Aston Martin Vantage V8 GTE. Además, lograron la victoria de clase en las 24 Horas de Le Mans.

## Vida personal

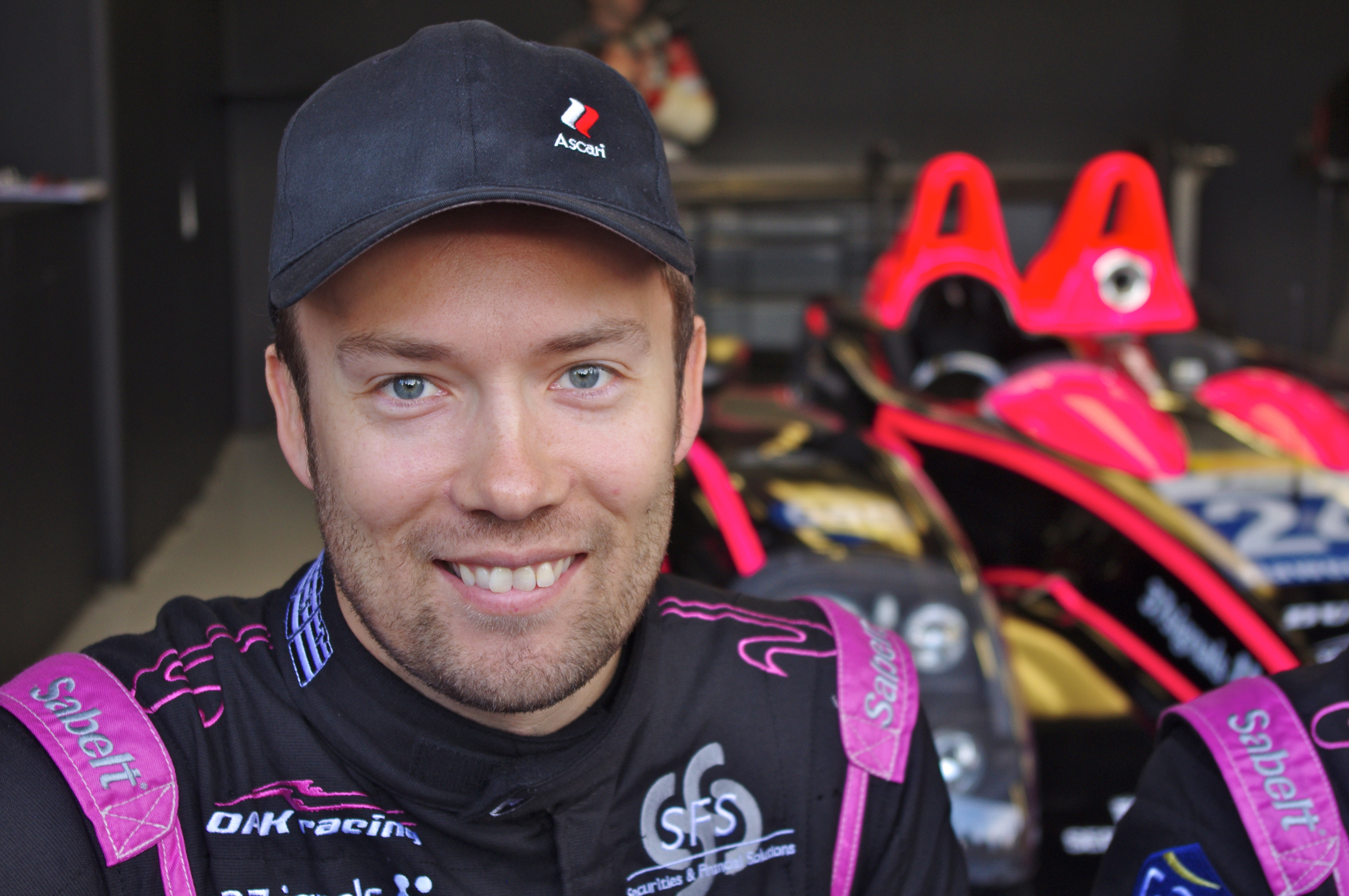
David Heinemeier Hansson. Silverstone 2013

David Heinemeier Hansson ha listado la fotografía y la conducción de coches de carreras entre sus aficiones. En julio de 2010 se reveló que Hansson había sido quien había obtenido la edición única del Pagani Zonda HH.

## Reconocimientos
- 2005: ganó el premio Best Hacker of the Year 2005 en OSCON de Google y O'Reilly por su trabajo en Rails.[16]
- 2006: aceptó el premio Jolt a la excelencia del producto por Rails 1.0.[16]

## Resultados

### 24 Horas de Le Mans
| Año     | Equipo                    | Copilotos                          | Automóvil                | Clase  | Vueltas | Pos. | Pos. Clase |
| ------- | ------------------------- | ---------------------------------- | ------------------------ | ------ | ------- | ---- | ---------- |
| 2012    | OAK Racing                | Bas Leinders Maxime Martin         | Morgan LMP2-Nissan       | LMP2   | 341     | 14.º | 7.º        |
| 2013    | OAK Racing                | Olivier Pla Alex Brundle           | Morgan LMP2-Nissan       | LMP2   | 328     | 8.º  | 2.º        |
| 2014    | Aston Martin Racing       | Kristian Poulsen Nicki Thiim       | Aston Martin Vantage GTE | GTE Am | 334     | 17.º | 1.º        |
| 2015    | Extreme Speed Motorsports | Scott Sharp Ryan Dalziel           | Ligier JS P2-Honda       | LMP2   | 329     | 28.º | 10.º       |
| 2016    | Abu Dhabi-Proton Racing   | Khaled Al Qubaisi Patrick Long     | Porsche 911 RSR          | GTE Am | 330     | 28.º | 3.º        |
| 2017    | Vaillante Rebellion       | Nelson Piquet Jr. Mathias Beche    | Oreca 07-Gibson          | LMP2   | 364     | DSQ  | DSQ        |
| 2018    | Jackie Chan DC Racing     | Ricky Taylor Côme Ledogar          | Ligier JS P217-Gibson    | LMP2   | 195     | DNF  | DNF        |
| 2019    | Jackie Chan DC Racing     | Ricky Taylor Jordan King           | Oreca 07-Gibson          | LMP2   | 199     | DNF  | DNF        |
| 2022    | Inter Europol Competition | Pietro Fittipaldi Fabio Scherer    | Oreca 07-Gibson          | LMP2   | 364     | 18.º | 14.º       |
| 2023    | Jota                      | Pietro Fittipaldi Oliver Rasmussen | Oreca 07-Gibson          | LMP2   | 316     | 24.º | 13.º       |
| 2024    | Nielsen Racing            | Fabio Scherer Kyffin Simpson       | Oreca 07-Gibson          | LMP2   | 291     | 25.º | 11.º       |
| Fuente: |                           |                                    |                          |        |         |      |            |

### Campeonato Mundial de Resistencia de la FIA
(Clave) (negrita indica pole position) (cursiva indica vuelta rápida)

| Año     | Escudería                 | Clase    | Automóvil                | 1   | 2   | 3   | 4   | 5   | 6   | 7   | 8   | 9   | Pos. | Puntos | Ref.   |
| ------- | ------------------------- | -------- | ------------------------ | --- | --- | --- | --- | --- | --- | --- | --- | --- | ---- | ------ | ------ |
| 2013    | OAK Racing                | LMP2     | Morgan LMP2-Nissan       | SIL | SPA | LMS | SÃO | COA | FUJ | SHA | BHR |     | 2.º  | 132.5  | [ 17 ] |
| 2013    | OAK Racing                | LMP2     | Morgan LMP2-Nissan       | 2   | 2   | 2   | 6   | 6   | 3   | 2   | 2   |     | 2.º  | 132.5  | [ 17 ] |
| 2014    | Aston Martin Racing       | LMGTE Am | Aston Martin Vantage GTE | SIL | SPA | LMS | COA | FUJ | SHA | BHR | SÃO |     | 1.º  | 198    | [ 18 ] |
| 2014    | Aston Martin Racing       | LMGTE Am | Aston Martin Vantage GTE | 1   | 2   | 1   | 2   | 1   | 2   | 1   | 2   |     | 1.º  | 198    | [ 18 ] |
| 2015    | Extreme Speed Motorsports | LMP2     | HPD ARX-03b-Honda        | SIL | SPA | LMS | NÜR | COA | FUJ | SHA | BHR |     | 7.º  | 62     | [ 19 ] |
| 2015    | Extreme Speed Motorsports | LMP2     | HPD ARX-03b-Honda        | EX  | 8   | 5   | 6   | 4   | 4   | Ret | 7   |     | 7.º  | 62     | [ 19 ] |
| 2016    | Abu Dhabi-Proton Racing   | LMGTE Am | Porsche 911 RSR          | SIL | SPA | LMS | NÜR | MEX | COA | FUJ | SHA | BHR | 2.º  | 151    | [ 20 ] |
| 2016    | Abu Dhabi-Proton Racing   | LMGTE Am | Porsche 911 RSR          | 5   | 6   | 2   | 4   | 1   | 5   | 5   | 4   | 1   | 2.º  | 151    | [ 20 ] |
| 2017    | Vaillante Rebellion       | LMP2     | Oreca 07-Gibson          | SIL | SPA | LMS | NÜR | MEX | COA | FUJ | SHA | BHR | 8.º  | 85     | [ 21 ] |
| 2017    | Vaillante Rebellion       | LMP2     | Oreca 07-Gibson          | 9   | 4   | DSQ | 4   | 5   | 2   | DSQ | 3   | 3   | 8.º  | 85     | [ 21 ] |
| 2018-19 | Jackie Chan DC Racing     | LMP2     | Oreca 07-Gibson          | SPA | LMS | SIL | FUJ | SHA | SEB | SPA | LMS |     | 11.º | 40     | [ 22 ] |
| 2018-19 | Jackie Chan DC Racing     | LMP2     | Oreca 07-Gibson          |     |     |     |     |     | 1   | 6   | Ret |     | 11.º | 40     | [ 22 ] |
| 2019-20 | Team Project 1            | LMGTE Am | Porsche 911 RSR          | SIL | FUJ | SHA | BHR | COA | SPA | LMS | BHR |     | 22.º | 20     | [ 23 ] |
| 2019-20 | Team Project 1            | LMGTE Am | Porsche 911 RSR          |     | 7   | 5   | 9   |     |     |     |     |     | 22.º | 20     | [ 23 ] |